# Salman Khan (onderwijzer)
Salman Amin Khan (New Orleans, 1976)is een Amerikaans internetonderwijzer van Bengaalse (Bangladesh) afkomst en grondlegger van de Khan Academy, een gratis online non-profit onderwijsplatform. Met behulp van meer dan 7500 YouTube-video's (2019) legt Khan een groot aantal onderwerpen uit.
Khan is van origine elektrotechnicus met MSc aan Massachusetts Institute of Technology en daarnaast een MBA aan Harvard Business School.
Zijn onderwijscarrière begon eind 2005 toen hij zijn nichtje hielp met wiskunde via internet. Het succes daarvan en de vraag van anderen naar zijn onderwijslessen leidde ertoe dat hij in 2006 zijn videolessen op YouTube publiceerde voor een groter publiek. Tot 2009 werkte hij als Hedge fund-analist, maar ging zich daarna voltijds bezighouden met online-onderwijs.